# Magellanångbåtsand
Magellanångbåtsand (Tachyeres pteneres) är en sydamerikansk fågel i familjen änder inom ordningen andfåglar. Den är mycket stor och flygoförmögen.

## Utseende
Magellanångbåtsanden är en mycket stor och kraftigt byggd flygoförmögen and. Kroppslängden är hela 78–84 cm och vikten 4,9–6,5 kg för hanen och 3,4–5 kg för honan. Vingarna är synligt mycket korta som lämnar en stor fläck exponerad på bakre delen av flanken. Arten känns igen på den stora storleken, vitaktigt grått huvud, lysande orangefärgad kraftig näbb, grå kropp och grå vingar med vita vingfläckar. Könen är i stort lika, vilket skiljer den från långvingad ångbåtsand, som i övrigt är mycket mindre med mindre kraftig näbb och hals, brunare kropp och dessutom kan flyga.

## Utbredning och systematik
Magellanångbåtsanden förekommer i södra Sydamerika söderut till Eldslandet och Kap Horn-arkipelagen. Den behandlas som monotypisk, det vill säga att den inte delas in i några underarter. Systematiken är oklar, där en genetisk studie pekar på att den står närmast falklandsångbåtsanden (Tachyeres brachypterus), medan en annan visar att den senare urskilde sig mycket tidigare från övriga ångbåtsänder.

## Levnadssätt
Ångbåtsänder har ett märkligt beteende att flaxa med vingarna och springa på vattenytan när de känner sig hotade, påminnande om hjulångare, därav namnet. Magellanångbåtsanden hittas utmed klippiga kuster, oftast i par eller små familjegrupper, ibland en bra bit ut i havet. Den både dyker och födosöker utmed ytan, vanligen i rätt grunda vatten i kelp. Huvudfödan består av mollusker och kräftdjur, men kan även ta fisk.

### Häckning
Magellanångbåtsanden häckar i skyddade vikar eller kanaler, med start i månadsskiftet september–oktober. Arten tros vara monogam och paret antas hålla ihop livet ut. 

## Status och hot
Magellanångbåtsanden har ett stort utbredningsområde och en stabil populationsutveckling, och den tros inte vara utsatt för något substantiellt hot. Utifrån dessa kriterier kategoriserar internationella naturvårdsunionen IUCN arten som livskraftig (LC). Den beskrivs som vanlig eller rätt allmän inom sitt utbredningsområde, med ett uppskattat bestånd av 25 000–100 000 fåglar.

## Bilder

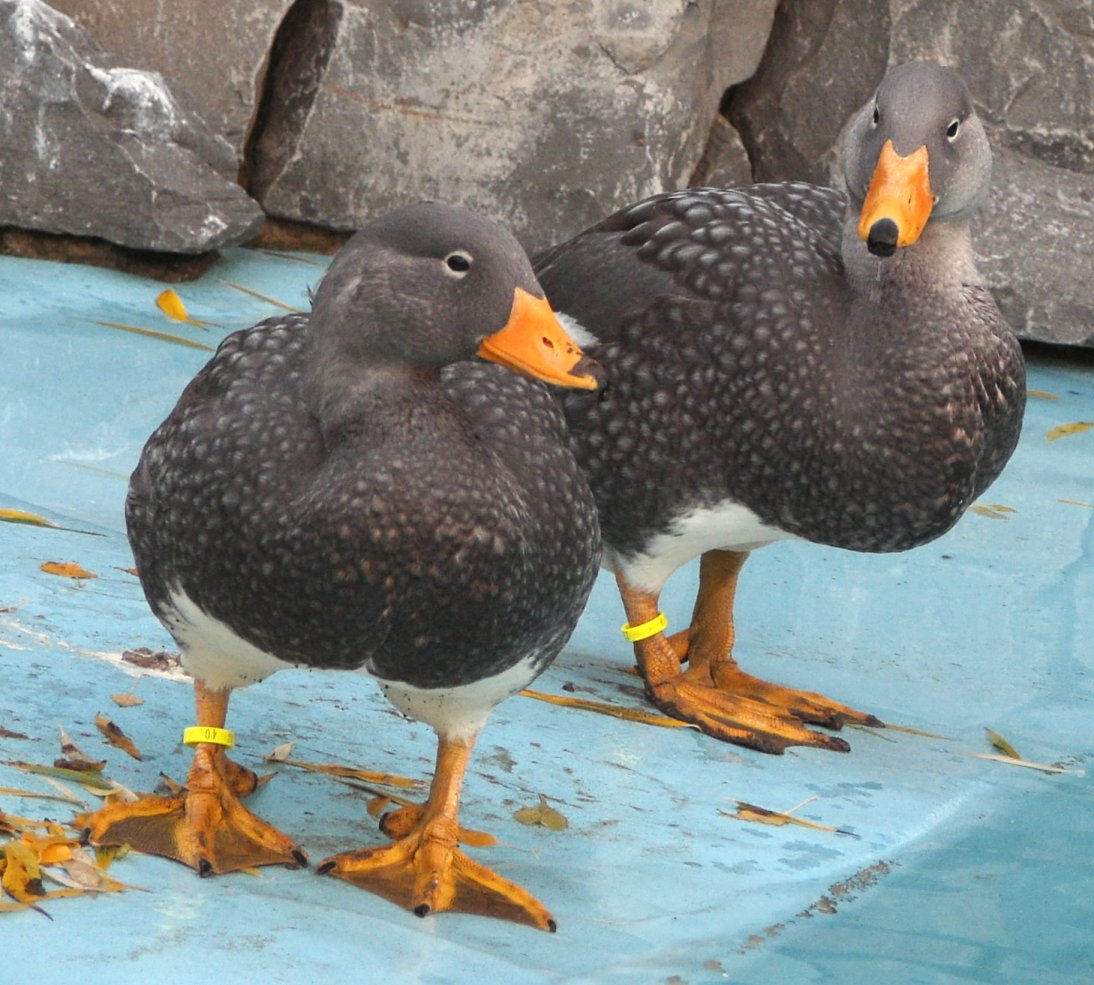
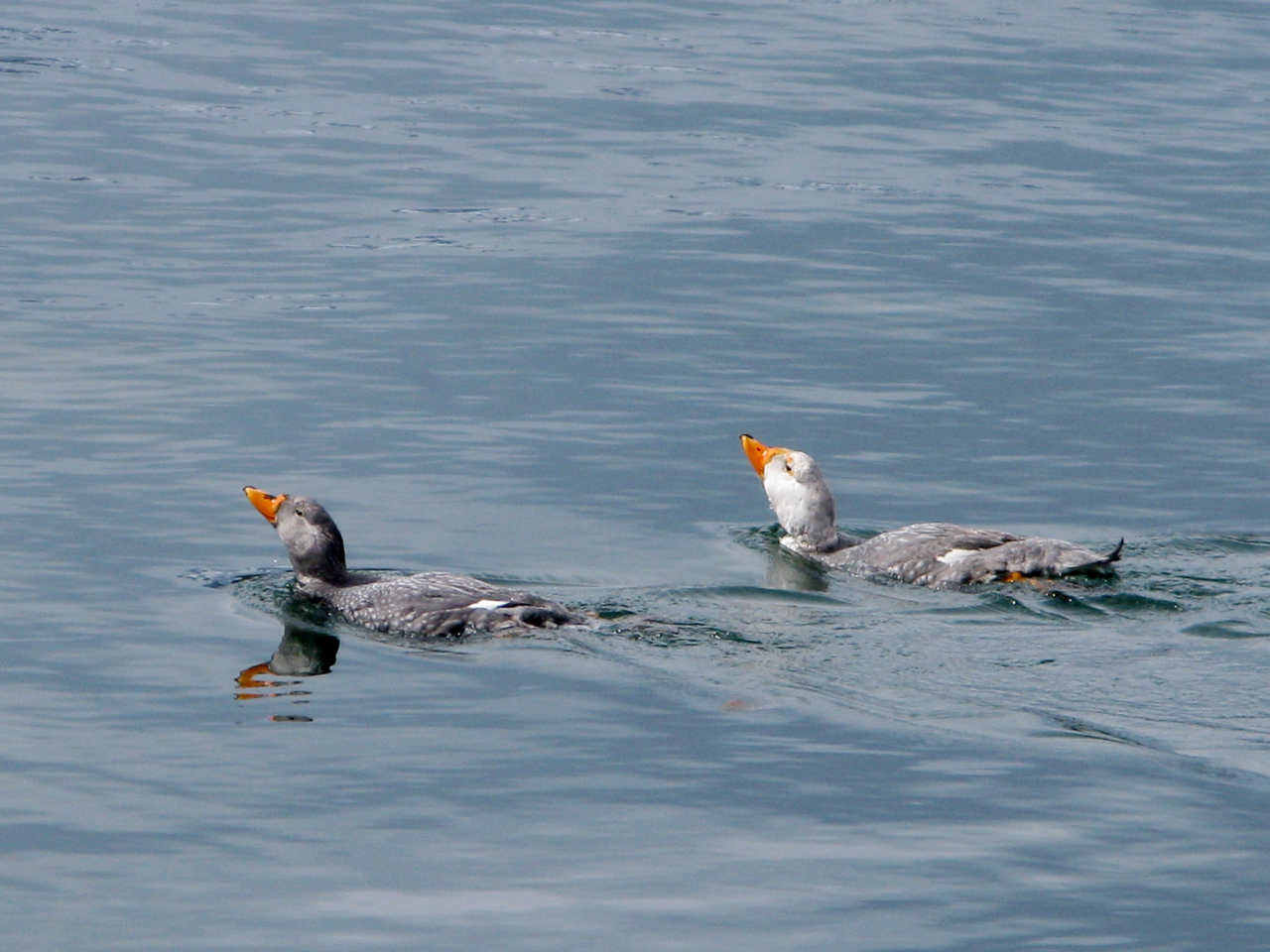